# Martêmpera
Martêmpera, ou têmpera interrompida, é uma forma de tratamento térmico de têmpera indicada para aços de alta liga, obtendo-se ao final do processo aço em fase de martensita com uniformidade de grãos.
O material é aquecido acima da zona crítica, assumindo a fase de austenita, e depois resfriado em duas etapas. A primeira etapa é um resfriamento rápido até uma temperatura ligeiramente acima da temperatura do início da mudança de fase martensita ↔ austenita (normalmente o material é mergulhado em sal fundido). Depois de um curto intervalo (da ordem de segundos) para obter a homogenização da temperatura,o material é deixado resfriar no ar calmo antes de se proceder ao revenido.
Após a martêmpera (como qualquer têmpera, exceto a austêmpera), o aço deve ser revenido.